# Demi Lovato/Auszeichnungen für Musikverkäufe

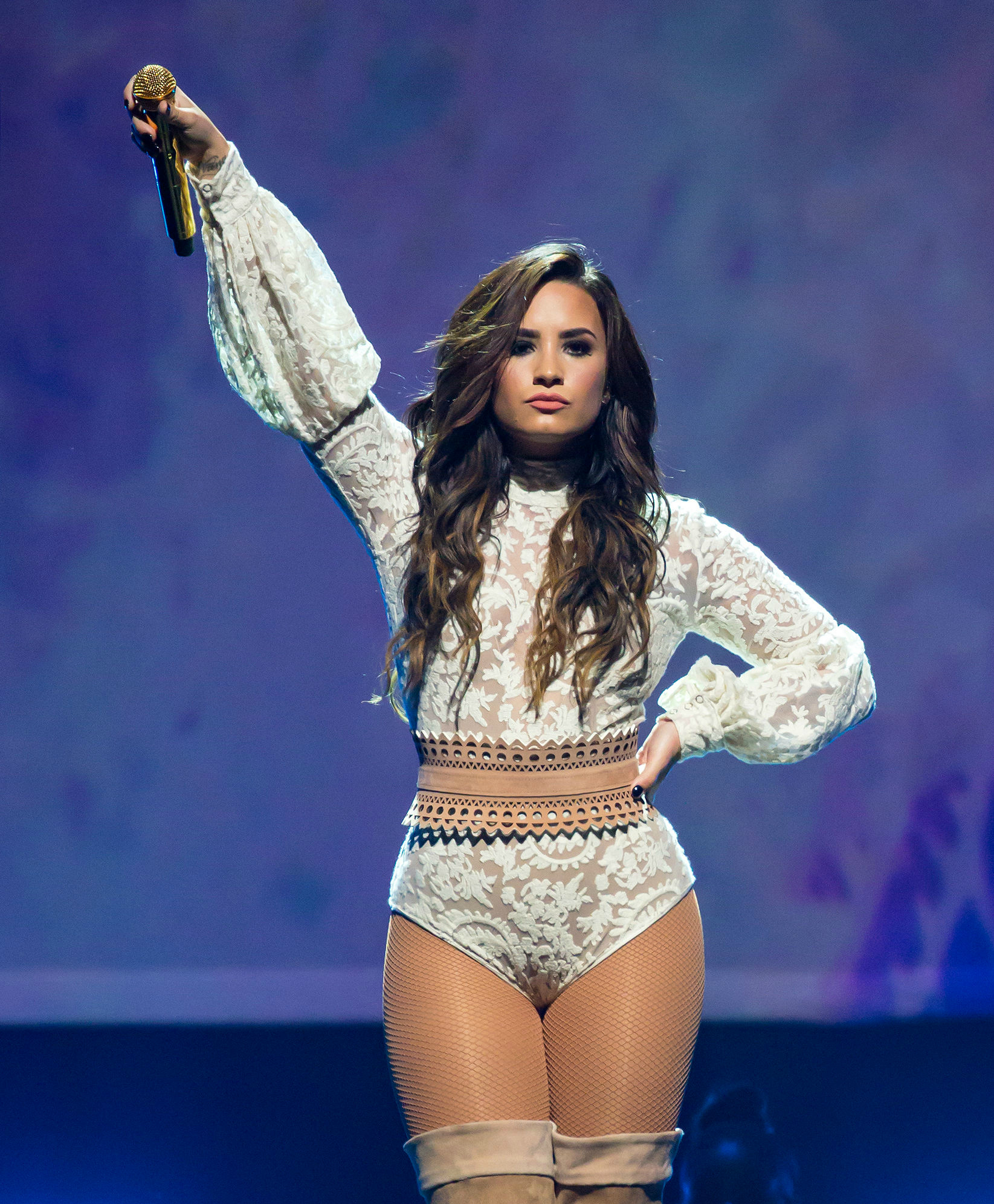
Demi Lovato (2016)

Dies ist eine Übersicht über die Auszeichnungen für Musikverkäufe von Demi Lovato. Die Auszeichnungen finden sich nach ihrer Art (Gold, Platin usw.), nach Staaten getrennt in chronologischer Reihenfolge, geordnet sowie nach den Tonträgern selbst, ebenfalls in chronologischer Reihenfolge, getrennt nach Medium (Alben, Singles usw.), wieder.

## Auszeichnungen
| - Vereinigtes Königreich - 2016: für das Album Camp Rock 2: The Final Jam - 2019: für die Single Tell Me You Love Me - 2019: für die Single Stone Cold - 2019: für das Album Confident - 2020: für die Single Échame la culpa - 2020: für die Single Really Don’t Care - 2020: für die Single Sober - 2021: für die Single I’m Ready - 2022: für die Single Give Your Heart a Break - 2024: für das Album Dancing with the Devil… the Art of Starting Over - 2024: für die Single What Other People Say - 2025: für die Single Neon Lights - Australien - 2018: für die Single Solo - 2020: für die Single Instruction - 2023: für die Single Body Say - 2023: für die Single I Love Me - 2023: für die Single La La Land - 2023: für die Single Neon Lights - Belgien - 2017: für die Single No Promises - Brasilien - 2010: für das Album Camp Rock 2: The Final Jam - 2012: für das Album Here We Go Again - 2017: für das Album Tell Me You Love Me - 2024: für die Single Made in the USA - 2024: für die Single Still Have Me - Dänemark - 2014: für das Streaming Let It Go - 2020: für das Album Confident - 2020: für die Single Échame la culpa - 2020: für das Album Tell Me You Love Me - 2021: für die Single Sober - 2022: für die Single Confident - 2022: für die Single Stone Cold - 2022: für die Single Cool for the Summer - 2023: für die Single Skyscraper - 2023: für die Single Instruction - 2023: für die Single Somebody to You - 2024: für die Single Up - 2024: für die Single Give Your Heart a Break - Deutschland - 2017: für die Single No Promises - 2018: für die Single Instruction - 2019: für die Single Sorry Not Sorry - 2023: für die Single Up - 2023: für die Single Cool for the Summer - 2023: für die Single Heart Attack - 2023: für die Single Let It Go - Finnland - 2022: für das Album Tell Me You Love Me - 2022: für das Album Confident - Frankreich - 2009: für das Album Camp Rock - 2021: für die Single Instruction - 2025: für die Single No Promises - GCC - 2009: für das Album Camp Rock - Irland - 2008: für das Album Camp Rock - 2014: für die Single Heart Attack - Italien - 2015: für die Single Cool for the Summer - 2017: für die Single Instruction - 2018: für die Single Let It Go - 2023: für das Album Demi - 2023: für die Single Heart Attack - Japan - 2014: für die Single Let It Go (Digital) - Kanada - 2013: für das Album Demi - 2015: für die Single Somebody to You - 2018: für das Album Tell Me You Love Me - 2018: für die Single Tell Me You Love Me - 2020: für die Single I’m Ready - 2020: für die Single Instruction - Kolumbien - 2014: für das Album Demi - Mexiko - 2013: für das Album Demi - 2013: für die Single Heart Attack - 2016: für das Album Confident - 2018: für das Album Tell Me You Love Me - Neuseeland - 2008: für das Album Camp Rock - 2012: für die Single Give Your Heart a Break - 2018: für die Single Body Say - 2019: für das Album Unbroken - 2019: für die Single Échame la culpa - 2019: für die Single Sober - 2023: für das Album Dancing with the Devil… the Art of Starting Over - Norwegen - 2020: für die Single Let It Go - 2021: für die Single Stone Cold - 2021: für die Single Tell Me You Love Me - Österreich - 2008: für das Album Camp Rock - 2018: für die Single Échame la culpa - Philippinen - 2018: für das Album Tell Me You Love Me - Polen - 2023: für das Album Confident - Portugal - 2008: für das Album Camp Rock - 2020: für die Single Sober - 2020: für die Single Stone Cold - 2022: für die Single Cool for the Summer - 2022: für die Single Confident - Schweden - 2014: für die Single Really Don’t Care - 2015: für die Single Cool for the Summer - 2015: für das Album Demi - 2017: für die Single Instruction - 2022: für die Single Confident - Singapur - 2019: für das Album Demi - Spanien - 2024: für die Single Cool for the Summer - 2024: für die Single Heart Attack - 2024: für die Single Instruction - 2024: für die Single Sorry Not Sorry - 2024: für die Single Stone Cold - 2025: für die Single No Promises - Vereinigte Staaten - 2011: für das Album Don’t Forget - 2013: für das Album Here We Go Again - 2016: für die Single Somebody to You - 2019: für die Single Body Say - 2019: für die Single Sober - 2021: für die Single I’m Ready - 2023: für die Single Made in the USA - 2023: für das Lied Warrior - 2023: für die Single Get Back - 2023: für die Single Wouldn’t Change a Thing - 2023: für die Single Anyone - 2023: für die Single Dancing with the Devil - 2023: für die Single You Don’t Do It for Me Anymore - 2024: für das Lied Fix a Heart - 2025: für die Single Chula (Latin) - Vereinigtes Königreich - 2008: für das Album Camp Rock - 2016: für das Album Demi - 2019: für das Album Tell Me You Love Me - 2019: für die Single Skyscraper - 2022: für die Single Let It Go | - Australien - 2014: für die Single Somebody to You - 2022: für die Single What Other People Say - 2023: für die Single I’m Ready - 2023: für die Single Give Your Heart a Break - 2023: für die Single Really Don’t Care - 2023: für die Single Sober - 2023: für die Single Stone Cold - 2023: für die Single Tell Me You Love Me - 2023: für die Single This Is Me - Belgien - 2018: für die Single Échame la culpa - 2019: für die Single Solo - Brasilien - 2009: für das Album Camp Rock - 2012: für das Album Unbroken - 2024: für die Single Really Don’t Care - 2024: für die Single Let It Go - 2024: für die Single Anyone - 2024: für die Single Body Say - 2024: für die Single Met Him Last Night - 2024: für die Single Skyscraper - 2024: für die Single Dancing with the Devil - 2024: für die Single 29 - 2024: für die Single Instruction - 2024: für die Single Somebody to You - Dänemark - 2014: für das Streaming Heart Attack - 2019: für die Single No Promises - 2021: für die Single Sorry Not Sorry - 2025: für das Album Demi - Deutschland - 2018: für die Single Échame la culpa - Finnland - 2022: für das Album Demi - Italien - 2015: für die Single Up - 2017: für die Single No Promises - 2018: für die Single Sorry Not Sorry - Kanada - 2014: für die Single Let It Go - 2016: für die Single Confident - 2018: für die Single Échame la culpa - Malaysia - 2015: für das Album Demi - Mexiko - 2008: für das Album Camp Rock - 2018: für die Single Sorry Not Sorry - Neuseeland - 2014: für die Single Let It Go - 2014: für die Single Skyscraper - 2015: für die Single Neon Lights - 2018: für das Album Tell Me You Love Me - 2019: für das Album Demi - 2019: für das Album Confident - 2019: für die Single Tell Me You Love Me - 2020: für die Single Confident - 2021: für die Single Stone Cold - 2024: für die Single Really Don’t Care - Norwegen - 2021: für das Album Confident - 2021: für das Album Demi - 2021: für das Album Tell Me You Love Me - 2021: für die Single Cool for the Summer - 2021: für die Single Neon Lights - 2021: für die Single Really Don’t Care - Polen - 2021: für die Single Confident - 2021: für die Single Instruction - 2022: für die Single No Promises - 2022: für die Single Cool for the Summer - Portugal - 2010: für das Album Camp Rock 2: The Final Jam - 2018: für die Single No Promises - 2020: für die Single Sorry Not Sorry - Schweden - 2014: für die Single Heart Attack - 2014: für die Single Let It Go - 2022: für die Single Sorry Not Sorry - Spanien - 2008: für das Album Camp Rock - Vereinigte Staaten - 2008: für das Album Camp Rock - 2014: für die Single Here We Go Again - 2017: für die Single No Promises - 2018: für das Album Tell Me You Love Me - 2019: für die Single Solo - 2020: für das Album Confident - 2020: für die Single Stone Cold - 2021: für die Single I Love Me - 2023: für die Single This Is Me - 2023: für die Single Don’t Forget - 2023: für die Single La La Land - 2023: für das Album Unbroken - Vereinigtes Königreich - 2018: für die Single No Promises - 2019: für die Single Instruction - 2021: für die Single Heart Attack - 2021: für die Single Somebody to You - 2022: für die Single Cool for the Summer - 2024: für die Single Confident - Deutschland - 2021: für die Single Solo | - Australien - 2016: für die Single Up - 2023: für die Single Let It Go - 2023: für die Single Skyscraper - Brasilien - 2015: für das Videoalbum Demi de Luxe - 2016: für das Album Confident - 2024: für die Single I Love Me - 2024: für die Single Neon Lights - 2024: für die Single OK Not to Be OK - 2024: für die Single I’m Ready - Dänemark - 2023: für die Single Solo - Italien - 2019: für die Single Solo - Kanada - 2013: für die Single Heart Attack - 2018: für die Single No Promises - Neuseeland - 2020: für die Single No Promises - 2022: für die Single Solo - 2023: für die Single Cool for the Summer - 2023: für die Single Somebody to You - 2024: für die Single Heart Attack - 2024: für die Single Up - Norwegen - 2020: für die Single Échame la culpa - 2020: für die Single No Promises - 2021: für die Single Sorry Not Sorry - Österreich - 2022: für die Single Solo - Portugal - 2020: für die Single Échame la culpa - 2022: für die Single Solo - Schweden - 2018: für die Single Échame la culpa - Spanien - 2024: für die Single Solo - Vereinigte Staaten - 2016: für die Single Let It Go - 2020: für die Single Really Don’t Care - 2020: für die Single Tell Me You Love Me - 2023: für die Single Neon Lights - 2023: für das Album Demi - Vereinigtes Königreich - 2020: für die Single Solo - 2022: für die Single Up - 2024: für die Single Sorry Not Sorry - Australien - 2019: für die Single No Promises - 2021: für die Single Solo - 2023: für die Single Confident - 2023: für die Single Cool for the Summer - 2023: für die Single Heart Attack - Brasilien - 2024: für die Single Tell Me You Love Me - 2024: für die Single Give Your Heart a Break - 2024: für die Single Sober - Italien - 2019: für die Single Échame la culpa - Kanada - 2018: für die Single Sorry Not Sorry - 2022: für die Single Cool for the Summer - Norwegen - 2020: für die Single Solo - Vereinigte Staaten - 2017: für die Single Échame la culpa - 2024: für die Single Skyscraper - Kanada - 2020: für die Single Solo - Neuseeland - 2023: für die Single Sorry Not Sorry - Spanien - 2018: für die Single Échame la culpa - Vereinigte Staaten - 2023: für die Single Confident - 2023: für die Single Give Your Heart a Break - 2024: für die Single Cool for the Summer - Vereinigte Staaten - 2023: für die Single Heart Attack - Australien - 2022: für die Single Sorry Not Sorry - Vereinigte Staaten - 2023: für die Single Sorry Not Sorry - Brasilien - 2015: für das Album Demi - 2024: für die Single Confident - 2024: für die Single Stone Cold - Frankreich - 2020: für die Single Solo - 2021: für die Single Échame la culpa - Mexiko - 2018: für die Single Échame la culpa - Polen - 2020: für die Single Solo - 2021: für die Single Échame la culpa - Brasilien - 2024: für die Single Heart Attack - 2024: für die Single Échame la culpa - 2024: für die Single Cool for the Summer - 2024: für die Single Sorry Not Sorry |

## Auszeichnungen nach Alben

### Camp Rock
| Land/Region                  | Auszeichnungen für Musikverkäufe (Land/Region, Auszeichnung, Verkäufe) | Verkäufe  |
| ---------------------------- | ---------------------------------------------------------------------- | --------- |
| Brasilien (PMB)              | Platin                                                                 | 60.000    |
| Frankreich (SNEP)            | Gold                                                                   | 50.000    |
| Golf-Kooperationsrat (IFPI)  | Gold                                                                   | 3.000     |
| Irland (IRMA)                | Gold                                                                   | 7.500     |
| Italien (FIMI)               | —                                                                      | 60.000    |
| Mexiko (AMPROFON)            | Platin                                                                 | 80.000    |
| Neuseeland (RMNZ)            | Gold                                                                   | 7.500     |
| Österreich (IFPI)            | Gold                                                                   | 10.000    |
| Portugal (AFP)               | Gold                                                                   | 10.000    |
| Spanien (Promusicae)         | Platin                                                                 | 60.000    |
| Vereinigte Staaten (RIAA)    | Platin                                                                 | 1.000.000 |
| Vereinigtes Königreich (BPI) | Gold                                                                   | 100.000   |
| Insgesamt                    | 7× Gold · 4× Platin ·                                                  | 1.448.000 |

### Don’t Forget
| Land/Region               | Auszeichnungen für Musikverkäufe (Land/Region, Auszeichnung, Verkäufe) | Verkäufe |
| ------------------------- | ---------------------------------------------------------------------- | -------- |
| Vereinigte Staaten (RIAA) | Gold                                                                   | 551.000  |
| Insgesamt                 | 1× Gold ·                                                              | 551.000  |

### Here We Go Again
| Land/Region               | Auszeichnungen für Musikverkäufe (Land/Region, Auszeichnung, Verkäufe) | Verkäufe |
| ------------------------- | ---------------------------------------------------------------------- | -------- |
| Brasilien (PMB)           | Gold                                                                   | 20.000   |
| Vereinigte Staaten (RIAA) | Gold                                                                   | 516.000  |
| Insgesamt                 | 2× Gold ·                                                              | 536.000  |

### Camp Rock 2: The Final Jam
| Land/Region                  | Auszeichnungen für Musikverkäufe (Land/Region, Auszeichnung, Verkäufe) | Verkäufe |
| ---------------------------- | ---------------------------------------------------------------------- | -------- |
| Brasilien (PMB)              | Gold                                                                   | 20.000   |
| Portugal (AFP)               | Platin                                                                 | 20.000   |
| Vereinigtes Königreich (BPI) | Silber                                                                 | 60.000   |
| Insgesamt                    | 1× Silber · 1× Gold · 1× Platin ·                                      | 100.000  |

### Unbroken
| Land/Region               | Auszeichnungen für Musikverkäufe (Land/Region, Auszeichnung, Verkäufe) | Verkäufe  |
| ------------------------- | ---------------------------------------------------------------------- | --------- |
| Brasilien (PMB)           | Platin                                                                 | 40.000    |
| Neuseeland (RMNZ)         | Gold                                                                   | 7.500     |
| Vereinigte Staaten (RIAA) | Platin                                                                 | 1.000.000 |
| Insgesamt                 | 1× Gold · 2× Platin ·                                                  | 1.047.500 |

### Demi
| Land/Region                  | Auszeichnungen für Musikverkäufe (Land/Region, Auszeichnung, Verkäufe) | Verkäufe  |
| ---------------------------- | ---------------------------------------------------------------------- | --------- |
| Brasilien (PMB)              | Diamant                                                                | 160.000   |
| Dänemark (IFPI)              | Platin                                                                 | 20.000    |
| Finnland (IFPI)              | Platin                                                                 | 20.000    |
| Italien (FIMI)               | Gold                                                                   | 25.000    |
| Kanada (MC)                  | Gold                                                                   | 40.000    |
| Kolumbien (ASINCOL)          | Gold                                                                   | 5.000     |
| Malaysia (RIM)               | Platin                                                                 | 10.000    |
| Mexiko (AMPROFON)            | Gold                                                                   | 30.000    |
| Neuseeland (RMNZ)            | Platin                                                                 | 15.000    |
| Norwegen (IFPI)              | Platin                                                                 | 20.000    |
| Schweden (IFPI)              | Gold                                                                   | 20.000    |
| Singapur (RIAS)              | Gold                                                                   | 5.000     |
| Vereinigte Staaten (RIAA)    | 2× Platin                                                              | 2.000.000 |
| Vereinigtes Königreich (BPI) | Gold                                                                   | 100.000   |
| Insgesamt                    | 7× Gold · 7× Platin · 1× Diamant ·                                     | 2.470.000 |

### Confident
| Land/Region                  | Auszeichnungen für Musikverkäufe (Land/Region, Auszeichnung, Verkäufe) | Verkäufe  |
| ---------------------------- | ---------------------------------------------------------------------- | --------- |
| Brasilien (PMB)              | 2× Platin                                                              | 80.000    |
| Dänemark (IFPI)              | Gold                                                                   | 10.000    |
| Finnland (IFPI)              | Gold                                                                   | 10.000    |
| Mexiko (AMPROFON)            | Gold                                                                   | 30.000    |
| Neuseeland (RMNZ)            | Platin                                                                 | 15.000    |
| Norwegen (IFPI)              | Platin                                                                 | 20.000    |
| Polen (ZPAV)                 | Gold                                                                   | 10.000    |
| Vereinigte Staaten (RIAA)    | Platin                                                                 | 1.000.000 |
| Vereinigtes Königreich (BPI) | Silber                                                                 | 60.000    |
| Insgesamt                    | 1× Silber · 4× Gold · 5× Platin ·                                      | 1.235.000 |

### Tell Me You Love Me
| Land/Region                  | Auszeichnungen für Musikverkäufe (Land/Region, Auszeichnung, Verkäufe) | Verkäufe  |
| ---------------------------- | ---------------------------------------------------------------------- | --------- |
| Brasilien (PMB)              | Gold                                                                   | 20.000    |
| Dänemark (IFPI)              | Gold                                                                   | 10.000    |
| Finnland (IFPI)              | Gold                                                                   | 10.000    |
| Kanada (MC)                  | Gold                                                                   | 40.000    |
| Mexiko (AMPROFON)            | Gold                                                                   | 30.000    |
| Neuseeland (RMNZ)            | Platin                                                                 | 15.000    |
| Norwegen (IFPI)              | Platin                                                                 | 20.000    |
| Philippinen (PARI)           | Gold                                                                   | 7.500     |
| Vereinigte Staaten (RIAA)    | Platin                                                                 | 1.000.000 |
| Vereinigtes Königreich (BPI) | Gold                                                                   | 100.000   |
| Insgesamt                    | 7× Gold · 3× Platin ·                                                  | 1.252.500 |

### Dancing with the Devil… the Art of Starting Over
| Land/Region                  | Auszeichnungen für Musikverkäufe (Land/Region, Auszeichnung, Verkäufe) | Verkäufe |
| ---------------------------- | ---------------------------------------------------------------------- | -------- |
| Neuseeland (RMNZ)            | Gold                                                                   | 7.500    |
| Vereinigte Staaten (RIAA)    | —                                                                      | 38.000   |
| Vereinigtes Königreich (BPI) | Silber                                                                 | 60.000   |
| Insgesamt                    | 1× Silber · 1× Gold ·                                                  | 105.500  |

## Auszeichnungen nach Singles

### This Is Me
| Land/Region               | Auszeichnungen für Musikverkäufe (Land/Region, Auszeichnung, Verkäufe) | Verkäufe  |
| ------------------------- | ---------------------------------------------------------------------- | --------- |
| Australien (ARIA)         | Platin                                                                 | 70.000    |
| Vereinigte Staaten (RIAA) | Platin                                                                 | 1.000.000 |
| Insgesamt                 | 2× Platin ·                                                            | 1.070.000 |

### Get Back
| Land/Region               | Auszeichnungen für Musikverkäufe (Land/Region, Auszeichnung, Verkäufe) | Verkäufe |
| ------------------------- | ---------------------------------------------------------------------- | -------- |
| Vereinigte Staaten (RIAA) | Gold                                                                   | 586.000  |
| Insgesamt                 | 1× Gold ·                                                              | 586.000  |

### La La Land
| Land/Region               | Auszeichnungen für Musikverkäufe (Land/Region, Auszeichnung, Verkäufe) | Verkäufe  |
| ------------------------- | ---------------------------------------------------------------------- | --------- |
| Australien (ARIA)         | Gold                                                                   | 35.000    |
| Vereinigte Staaten (RIAA) | Platin                                                                 | 1.000.000 |
| Insgesamt                 | 1× Gold · 1× Platin ·                                                  | 1.035.000 |

### Don’t Forget
| Land/Region               | Auszeichnungen für Musikverkäufe (Land/Region, Auszeichnung, Verkäufe) | Verkäufe  |
| ------------------------- | ---------------------------------------------------------------------- | --------- |
| Vereinigte Staaten (RIAA) | Platin                                                                 | 1.100.000 |
| Insgesamt                 | 1× Platin ·                                                            | 1.100.000 |

### Here We Go Again
| Land/Region               | Auszeichnungen für Musikverkäufe (Land/Region, Auszeichnung, Verkäufe) | Verkäufe  |
| ------------------------- | ---------------------------------------------------------------------- | --------- |
| Vereinigte Staaten (RIAA) | Platin                                                                 | 1.000.000 |
| Insgesamt                 | 1× Platin ·                                                            | 1.000.000 |

### Wouldn’t Change a Thing
| Land/Region               | Auszeichnungen für Musikverkäufe (Land/Region, Auszeichnung, Verkäufe) | Verkäufe |
| ------------------------- | ---------------------------------------------------------------------- | -------- |
| Vereinigte Staaten (RIAA) | Gold                                                                   | 500.000  |
| Insgesamt                 | 1× Gold ·                                                              | 500.000  |

### We’ll Be a Dream
| Land/Region               | Auszeichnungen für Musikverkäufe (Land/Region, Auszeichnung, Verkäufe) | Verkäufe |
| ------------------------- | ---------------------------------------------------------------------- | -------- |
| Vereinigte Staaten (RIAA) | —                                                                      | 314.000  |
| Insgesamt                 | —                                                                      | 314.000  |

### Skyscraper
| Land/Region                  | Auszeichnungen für Musikverkäufe (Land/Region, Auszeichnung, Verkäufe) | Verkäufe  |
| ---------------------------- | ---------------------------------------------------------------------- | --------- |
| Australien (ARIA)            | 2× Platin                                                              | 140.000   |
| Brasilien (PMB)              | Platin                                                                 | 60.000    |
| Dänemark (IFPI)              | Gold                                                                   | 45.000    |
| Neuseeland (RMNZ)            | Platin                                                                 | 15.000    |
| Vereinigte Staaten (RIAA)    | 3× Platin                                                              | 3.000.000 |
| Vereinigtes Königreich (BPI) | Gold                                                                   | 464.000   |
| Insgesamt                    | 2× Gold · 7× Platin ·                                                  | 3.724.000 |

### Give Your Heart a Break
| Land/Region                  | Auszeichnungen für Musikverkäufe (Land/Region, Auszeichnung, Verkäufe) | Verkäufe  |
| ---------------------------- | ---------------------------------------------------------------------- | --------- |
| Australien (ARIA)            | Platin                                                                 | 70.000    |
| Brasilien (PMB)              | 3× Platin                                                              | 180.000   |
| Dänemark (IFPI)              | Gold                                                                   | 45.000    |
| Neuseeland (RMNZ)            | Gold                                                                   | 7.500     |
| Vereinigte Staaten (RIAA)    | 4× Platin                                                              | 4.000.000 |
| Vereinigtes Königreich (BPI) | Silber                                                                 | 200.000   |
| Insgesamt                    | 1× Silber · 2× Gold · 8× Platin ·                                      | 4.502.500 |

### Heart Attack
| Land/Region                  | Auszeichnungen für Musikverkäufe (Land/Region, Auszeichnung, Verkäufe) | Verkäufe  |
| ---------------------------- | ---------------------------------------------------------------------- | --------- |
| Australien (ARIA)            | 3× Platin                                                              | 210.000   |
| Brasilien (PMB)              | 2× Diamant                                                             | 500.000   |
| Deutschland (BVMI)           | Gold                                                                   | 150.000   |
| Irland (IRMA)                | Gold                                                                   | 7.500     |
| Italien (FIMI)               | Gold                                                                   | 50.000    |
| Kanada (MC)                  | 2× Platin                                                              | 160.000   |
| Mexiko (AMPROFON)            | Gold                                                                   | 30.000    |
| Neuseeland (RMNZ)            | 2× Platin                                                              | 60.000    |
| Schweden (IFPI)              | Platin                                                                 | 40.000    |
| Spanien (Promusicae)         | Gold                                                                   | 30.000    |
| Vereinigte Staaten (RIAA)    | 5× Platin                                                              | 5.000.000 |
| Vereinigtes Königreich (BPI) | Platin                                                                 | 600.000   |
| Insgesamt                    | 5× Gold · 14× Platin · 2× Diamant ·                                    | 6.837.500 |

### Made in the USA
| Land/Region               | Auszeichnungen für Musikverkäufe (Land/Region, Auszeichnung, Verkäufe) | Verkäufe |
| ------------------------- | ---------------------------------------------------------------------- | -------- |
| Brasilien (PMB)           | Gold                                                                   | 30.000   |
| Vereinigte Staaten (RIAA) | Gold                                                                   | 500.000  |
| Insgesamt                 | 2× Gold ·                                                              | 530.000  |

### Neon Lights
| Land/Region                  | Auszeichnungen für Musikverkäufe (Land/Region, Auszeichnung, Verkäufe) | Verkäufe  |
| ---------------------------- | ---------------------------------------------------------------------- | --------- |
| Australien (ARIA)            | Gold                                                                   | 35.000    |
| Brasilien (PMB)              | Platin                                                                 | 120.000   |
| Neuseeland (RMNZ)            | Platin                                                                 | 15.000    |
| Norwegen (IFPI)              | Platin                                                                 | 60.000    |
| Vereinigte Staaten (RIAA)    | 2× Platin                                                              | 2.000.000 |
| Vereinigtes Königreich (BPI) | Silber                                                                 | 200.000   |
| Insgesamt                    | 1× Silber · 1× Gold · 6× Platin ·                                      | 2.430.000 |

### Let It Go
| Land/Region                  | Auszeichnungen für Musikverkäufe (Land/Region, Auszeichnung, Verkäufe) | Verkäufe  |
| ---------------------------- | ---------------------------------------------------------------------- | --------- |
| Australien (ARIA)            | 2× Platin                                                              | 140.000   |
| Brasilien (PMB)              | Platin                                                                 | 60.000    |
| Deutschland (BVMI)           | Gold                                                                   | 150.000   |
| Italien (FIMI)               | Gold                                                                   | 15.000    |
| Japan (RIAJ)                 | Gold                                                                   | 100.000   |
| Kanada (MC)                  | Platin                                                                 | 80.000    |
| Neuseeland (RMNZ)            | Platin                                                                 | 15.000    |
| Norwegen (IFPI)              | Gold                                                                   | 30.000    |
| Schweden (IFPI)              | Platin                                                                 | 40.000    |
| Vereinigte Staaten (RIAA)    | 2× Platin                                                              | 2.000.000 |
| Vereinigtes Königreich (BPI) | Gold                                                                   | 400.000   |
| Insgesamt                    | 5× Gold · 8× Platin ·                                                  | 3.030.000 |

### Really Don’t Care
| Land/Region                  | Auszeichnungen für Musikverkäufe (Land/Region, Auszeichnung, Verkäufe) | Verkäufe  |
| ---------------------------- | ---------------------------------------------------------------------- | --------- |
| Australien (ARIA)            | Platin                                                                 | 70.000    |
| Brasilien (PMB)              | Platin                                                                 | 60.000    |
| Neuseeland (RMNZ)            | Platin                                                                 | 30.000    |
| Norwegen (IFPI)              | Platin                                                                 | 60.000    |
| Schweden (IFPI)              | Gold                                                                   | 20.000    |
| Vereinigte Staaten (RIAA)    | 2× Platin                                                              | 2.000.000 |
| Vereinigtes Königreich (BPI) | Silber                                                                 | 200.000   |
| Insgesamt                    | 1× Silber · 1× Gold · 6× Platin ·                                      | 2.440.000 |

### Somebody to You
| Land/Region                  | Auszeichnungen für Musikverkäufe (Land/Region, Auszeichnung, Verkäufe) | Verkäufe  |
| ---------------------------- | ---------------------------------------------------------------------- | --------- |
| Australien (ARIA)            | Platin                                                                 | 70.000    |
| Brasilien (PMB)              | Platin                                                                 | 60.000    |
| Dänemark (IFPI)              | Gold                                                                   | 45.000    |
| Kanada (MC)                  | Gold                                                                   | 40.000    |
| Neuseeland (RMNZ)            | 2× Platin                                                              | 60.000    |
| Vereinigte Staaten (RIAA)    | Gold                                                                   | 500.000   |
| Vereinigtes Königreich (BPI) | Platin                                                                 | 600.000   |
| Insgesamt                    | 3× Gold · 5× Platin ·                                                  | 1.375.000 |

### Up
| Land/Region                  | Auszeichnungen für Musikverkäufe (Land/Region, Auszeichnung, Verkäufe) | Verkäufe  |
| ---------------------------- | ---------------------------------------------------------------------- | --------- |
| Australien (ARIA)            | 2× Platin                                                              | 140.000   |
| Dänemark (IFPI)              | Gold                                                                   | 45.000    |
| Deutschland (BVMI)           | Gold                                                                   | 200.000   |
| Italien (FIMI)               | Platin                                                                 | 50.000    |
| Neuseeland (RMNZ)            | 2× Platin                                                              | 60.000    |
| Vereinigtes Königreich (BPI) | 2× Platin                                                              | 1.200.000 |
| Insgesamt                    | 2× Gold · 7× Platin ·                                                  | 1.695.000 |

### Cool for the Summer
| Land/Region                  | Auszeichnungen für Musikverkäufe (Land/Region, Auszeichnung, Verkäufe) | Verkäufe  |
| ---------------------------- | ---------------------------------------------------------------------- | --------- |
| Australien (ARIA)            | 3× Platin                                                              | 210.000   |
| Brasilien (PMB)              | 2× Diamant                                                             | 500.000   |
| Dänemark (IFPI)              | Gold                                                                   | 45.000    |
| Deutschland (BVMI)           | Gold                                                                   | 200.000   |
| Italien (FIMI)               | Gold                                                                   | 25.000    |
| Kanada (MC)                  | 3× Platin                                                              | 240.000   |
| Neuseeland (RMNZ)            | 2× Platin                                                              | 60.000    |
| Norwegen (IFPI)              | Platin                                                                 | 60.000    |
| Polen (ZPAV)                 | Platin                                                                 | 50.000    |
| Portugal (AFP)               | Gold                                                                   | 5.000     |
| Schweden (IFPI)              | Gold                                                                   | 20.000    |
| Spanien (Promusicae)         | Gold                                                                   | 30.000    |
| Vereinigte Staaten (RIAA)    | 4× Platin                                                              | 4.000.000 |
| Vereinigtes Königreich (BPI) | Platin                                                                 | 600.000   |
| Insgesamt                    | 6× Gold · 15× Platin · 2× Diamant ·                                    | 6.045.000 |

### Confident
| Land/Region                  | Auszeichnungen für Musikverkäufe (Land/Region, Auszeichnung, Verkäufe) | Verkäufe  |
| ---------------------------- | ---------------------------------------------------------------------- | --------- |
| Australien (ARIA)            | 3× Platin                                                              | 210.000   |
| Brasilien (PMB)              | Diamant                                                                | 250.000   |
| Dänemark (IFPI)              | Gold                                                                   | 45.000    |
| Kanada (MC)                  | Platin                                                                 | 80.000    |
| Neuseeland (RMNZ)            | Platin                                                                 | 30.000    |
| Polen (ZPAV)                 | Platin                                                                 | 50.000    |
| Portugal (AFP)               | Gold                                                                   | 5.000     |
| Schweden (IFPI)              | Gold                                                                   | 40.000    |
| Vereinigte Staaten (RIAA)    | 4× Platin                                                              | 4.000.000 |
| Vereinigtes Königreich (BPI) | Platin                                                                 | 600.000   |
| Insgesamt                    | 3× Gold · 11× Platin · 1× Diamant ·                                    | 5.310.000 |

### Body Say
| Land/Region               | Auszeichnungen für Musikverkäufe (Land/Region, Auszeichnung, Verkäufe) | Verkäufe |
| ------------------------- | ---------------------------------------------------------------------- | -------- |
| Australien (ARIA)         | Gold                                                                   | 35.000   |
| Brasilien (PMB)           | Platin                                                                 | 60.000   |
| Neuseeland (RMNZ)         | Gold                                                                   | 15.000   |
| Vereinigte Staaten (RIAA) | Gold                                                                   | 500.000  |
| Insgesamt                 | 3× Gold · 1× Platin ·                                                  | 610.000  |

### Stone Cold
| Land/Region                  | Auszeichnungen für Musikverkäufe (Land/Region, Auszeichnung, Verkäufe) | Verkäufe  |
| ---------------------------- | ---------------------------------------------------------------------- | --------- |
| Australien (ARIA)            | Platin                                                                 | 70.000    |
| Brasilien (PMB)              | Diamant                                                                | 250.000   |
| Dänemark (IFPI)              | Gold                                                                   | 45.000    |
| Neuseeland (RMNZ)            | Platin                                                                 | 30.000    |
| Norwegen (IFPI)              | Gold                                                                   | 30.000    |
| Portugal (AFP)               | Gold                                                                   | 5.000     |
| Spanien (Promusicae)         | Gold                                                                   | 30.000    |
| Vereinigte Staaten (RIAA)    | Platin                                                                 | 1.000.000 |
| Vereinigtes Königreich (BPI) | Silber                                                                 | 200.000   |
| Insgesamt                    | 1× Silber · 4× Gold · 3× Platin · 1× Diamant ·                         | 1.660.000 |

### No Promises
| Land/Region                  | Auszeichnungen für Musikverkäufe (Land/Region, Auszeichnung, Verkäufe) | Verkäufe  |
| ---------------------------- | ---------------------------------------------------------------------- | --------- |
| Australien (ARIA)            | 3× Platin                                                              | 210.000   |
| Belgien (BRMA)               | Gold                                                                   | 15.000    |
| Dänemark (IFPI)              | Platin                                                                 | 90.000    |
| Deutschland (BVMI)           | Gold                                                                   | 200.000   |
| Frankreich (SNEP)            | Gold                                                                   | 100.000   |
| Italien (FIMI)               | Platin                                                                 | 50.000    |
| Kanada (MC)                  | 2× Platin                                                              | 160.000   |
| Neuseeland (RMNZ)            | 2× Platin                                                              | 60.000    |
| Norwegen (IFPI)              | 2× Platin                                                              | 120.000   |
| Polen (ZPAV)                 | Platin                                                                 | 50.000    |
| Portugal (AFP)               | Platin                                                                 | 10.000    |
| Spanien (Promusicae)         | Gold                                                                   | 30.000    |
| Vereinigte Staaten (RIAA)    | Platin                                                                 | 1.000.000 |
| Vereinigtes Königreich (BPI) | Platin                                                                 | 600.000   |
| Insgesamt                    | 4× Gold · 15× Platin ·                                                 | 2.695.000 |

### Instruction
| Land/Region                  | Auszeichnungen für Musikverkäufe (Land/Region, Auszeichnung, Verkäufe) | Verkäufe  |
| ---------------------------- | ---------------------------------------------------------------------- | --------- |
| Australien (ARIA)            | Gold                                                                   | 35.000    |
| Brasilien (PMB)              | Platin                                                                 | 40.000    |
| Dänemark (IFPI)              | Gold                                                                   | 45.000    |
| Deutschland (BVMI)           | Gold                                                                   | 200.000   |
| Frankreich (SNEP)            | Gold                                                                   | 100.000   |
| Italien (FIMI)               | Gold                                                                   | 25.000    |
| Kanada (MC)                  | Gold                                                                   | 40.000    |
| Polen (ZPAV)                 | Platin                                                                 | 50.000    |
| Schweden (IFPI)              | Gold                                                                   | 20.000    |
| Spanien (Promusicae)         | Gold                                                                   | 30.000    |
| Vereinigtes Königreich (BPI) | Platin                                                                 | 600.000   |
| Insgesamt                    | 8× Gold · 3× Platin ·                                                  | 1.185.000 |

### Sorry Not Sorry
| Land/Region                  | Auszeichnungen für Musikverkäufe (Land/Region, Auszeichnung, Verkäufe) | Verkäufe  |
| ---------------------------- | ---------------------------------------------------------------------- | --------- |
| Australien (ARIA)            | 6× Platin                                                              | 420.000   |
| Brasilien (PMB)              | 2× Diamant                                                             | 320.000   |
| Dänemark (IFPI)              | Platin                                                                 | 90.000    |
| Deutschland (BVMI)           | Gold                                                                   | 200.000   |
| Italien (FIMI)               | Platin                                                                 | 50.000    |
| Kanada (MC)                  | 3× Platin                                                              | 240.000   |
| Mexiko (AMPROFON)            | Platin                                                                 | 60.000    |
| Neuseeland (RMNZ)            | 4× Platin                                                              | 120.000   |
| Norwegen (IFPI)              | 2× Platin                                                              | 120.000   |
| Portugal (AFP)               | Platin                                                                 | 10.000    |
| Schweden (IFPI)              | Platin                                                                 | 80.000    |
| Spanien (Promusicae)         | Gold                                                                   | 30.000    |
| Vereinigte Staaten (RIAA)    | 7× Platin                                                              | 7.000.000 |
| Vereinigtes Königreich (BPI) | 2× Platin                                                              | 1.200.000 |
| Insgesamt                    | 2× Gold · 29× Platin · 2× Diamant ·                                    | 9.925.000 |

### Tell Me You Love Me
| Land/Region                  | Auszeichnungen für Musikverkäufe (Land/Region, Auszeichnung, Verkäufe) | Verkäufe  |
| ---------------------------- | ---------------------------------------------------------------------- | --------- |
| Australien (ARIA)            | Platin                                                                 | 70.000    |
| Brasilien (PMB)              | 3× Platin                                                              | 120.000   |
| Kanada (MC)                  | Gold                                                                   | 40.000    |
| Neuseeland (RMNZ)            | Platin                                                                 | 30.000    |
| Norwegen (IFPI)              | Gold                                                                   | 30.000    |
| Vereinigte Staaten (RIAA)    | 2× Platin                                                              | 2.000.000 |
| Vereinigtes Königreich (BPI) | Silber                                                                 | 200.000   |
| Insgesamt                    | 1× Silber · 2× Gold · 7× Platin ·                                      | 2.490.000 |

### You Don’t Do It for Me Anymore
| Land/Region               | Auszeichnungen für Musikverkäufe (Land/Region, Auszeichnung, Verkäufe) | Verkäufe |
| ------------------------- | ---------------------------------------------------------------------- | -------- |
| Vereinigte Staaten (RIAA) | Gold                                                                   | 500.000  |
| Insgesamt                 | 1× Gold ·                                                              | 500.000  |

### Échame la culpa
| Land/Region                  | Auszeichnungen für Musikverkäufe (Land/Region, Auszeichnung, Verkäufe) | Verkäufe  |
| ---------------------------- | ---------------------------------------------------------------------- | --------- |
| Belgien (BRMA)               | Platin                                                                 | 30.000    |
| Brasilien (PMB)              | 2× Diamant                                                             | 320.000   |
| Dänemark (IFPI)              | Gold                                                                   | 45.000    |
| Deutschland (BVMI)           | Platin                                                                 | 400.000   |
| Frankreich (SNEP)            | Diamant                                                                | 333.333   |
| Italien (FIMI)               | 3× Platin                                                              | 150.000   |
| Kanada (MC)                  | Platin                                                                 | 80.000    |
| Mexiko (AMPROFON)            | Diamant                                                                | 300.000   |
| Neuseeland (RMNZ)            | Gold                                                                   | 15.000    |
| Norwegen (IFPI)              | 2× Platin                                                              | 120.000   |
| Österreich (IFPI)            | Gold                                                                   | 15.000    |
| Polen (ZPAV)                 | Diamant                                                                | 250.000   |
| Portugal (AFP)               | 2× Platin                                                              | 20.000    |
| Schweden (IFPI)              | 2× Platin                                                              | 160.000   |
| Spanien (Promusicae)         | 4× Platin                                                              | 160.000   |
| Vereinigte Staaten (RIAA)    | 3× Platin                                                              | 180.000   |
| Vereinigtes Königreich (BPI) | Silber                                                                 | 200.000   |
| Insgesamt                    | 1× Silber · 3× Gold · 19× Platin · 5× Diamant ·                        | 2.778.333 |

### Solo
| Land/Region                  | Auszeichnungen für Musikverkäufe (Land/Region, Auszeichnung, Verkäufe) | Verkäufe  |
| ---------------------------- | ---------------------------------------------------------------------- | --------- |
| Australien (ARIA)            | 3× Platin                                                              | 210.000   |
| Belgien (BRMA)               | Platin                                                                 | 40.000    |
| Dänemark (IFPI)              | 2× Platin                                                              | 180.000   |
| Deutschland (BVMI)           | 3× Gold                                                                | 600.000   |
| Frankreich (SNEP)            | Diamant                                                                | 333.333   |
| Italien (FIMI)               | 2× Platin                                                              | 100.000   |
| Kanada (MC)                  | 4× Platin                                                              | 320.000   |
| Neuseeland (RMNZ)            | 2× Platin                                                              | 60.000    |
| Norwegen (IFPI)              | 3× Platin                                                              | 180.000   |
| Österreich (IFPI)            | 2× Platin                                                              | 60.000    |
| Polen (ZPAV)                 | Diamant                                                                | 100.000   |
| Portugal (AFP)               | 2× Platin                                                              | 20.000    |
| Spanien (Promusicae)         | 2× Platin                                                              | 120.000   |
| Vereinigte Staaten (RIAA)    | Platin                                                                 | 1.000.000 |
| Vereinigtes Königreich (BPI) | 2× Platin                                                              | 1.500.000 |
| Insgesamt                    | 1× Gold · 27× Platin · 2× Diamant ·                                    | 4.823.333 |

### Sober
| Land/Region                  | Auszeichnungen für Musikverkäufe (Land/Region, Auszeichnung, Verkäufe) | Verkäufe |
| ---------------------------- | ---------------------------------------------------------------------- | -------- |
| Australien (ARIA)            | Platin                                                                 | 70.000   |
| Brasilien (PMB)              | 3× Platin                                                              | 120.000  |
| Dänemark (IFPI)              | Gold                                                                   | 45.000   |
| Neuseeland (RMNZ)            | Gold                                                                   | 15.000   |
| Portugal (AFP)               | Gold                                                                   | 5.000    |
| Vereinigte Staaten (RIAA)    | Gold                                                                   | 500.000  |
| Vereinigtes Königreich (BPI) | Silber                                                                 | 200.000  |
| Insgesamt                    | 1× Silber · 4× Gold · 4× Platin ·                                      | 955.000  |

### Anyone
| Land/Region               | Auszeichnungen für Musikverkäufe (Land/Region, Auszeichnung, Verkäufe) | Verkäufe |
| ------------------------- | ---------------------------------------------------------------------- | -------- |
| Brasilien (PMB)           | Platin                                                                 | 40.000   |
| Vereinigte Staaten (RIAA) | Gold                                                                   | 500.000  |
| Insgesamt                 | 1× Gold · 1× Platin ·                                                  | 540.000  |

### I Love Me
| Land/Region               | Auszeichnungen für Musikverkäufe (Land/Region, Auszeichnung, Verkäufe) | Verkäufe  |
| ------------------------- | ---------------------------------------------------------------------- | --------- |
| Australien (ARIA)         | Gold                                                                   | 35.000    |
| Brasilien (PMB)           | 2× Platin                                                              | 80.000    |
| Vereinigte Staaten (RIAA) | Platin                                                                 | 1.000.000 |
| Insgesamt                 | 1× Gold · 3× Platin ·                                                  | 1.115.000 |

### I’m Ready
| Land/Region                  | Auszeichnungen für Musikverkäufe (Land/Region, Auszeichnung, Verkäufe) | Verkäufe |
| ---------------------------- | ---------------------------------------------------------------------- | -------- |
| Australien (ARIA)            | Platin                                                                 | 70.000   |
| Brasilien (PMB)              | 2× Platin                                                              | 80.000   |
| Kanada (MC)                  | Gold                                                                   | 40.000   |
| Vereinigte Staaten (RIAA)    | Gold                                                                   | 500.000  |
| Vereinigtes Königreich (BPI) | Silber                                                                 | 200.000  |
| Insgesamt                    | 1× Silber · 2× Gold · 3× Platin ·                                      | 890.000  |

### OK Not to Be OK
| Land/Region     | Auszeichnungen für Musikverkäufe (Land/Region, Auszeichnung, Verkäufe) | Verkäufe |
| --------------- | ---------------------------------------------------------------------- | -------- |
| Brasilien (PMB) | 2× Platin                                                              | 80.000   |
| Insgesamt       | 2× Platin ·                                                            | 80.000   |

### Still Have Me
| Land/Region     | Auszeichnungen für Musikverkäufe (Land/Region, Auszeichnung, Verkäufe) | Verkäufe |
| --------------- | ---------------------------------------------------------------------- | -------- |
| Brasilien (PMB) | Gold                                                                   | 20.000   |
| Insgesamt       | 1× Gold ·                                                              | 20.000   |

### What Other People Say
| Land/Region       | Auszeichnungen für Musikverkäufe (Land/Region, Auszeichnung, Verkäufe) | Verkäufe |
| ----------------- | ---------------------------------------------------------------------- | -------- |
| Australien (ARIA) | Platin                                                                 | 70.000   |
| Insgesamt         | 1× Platin ·                                                            | 70.000   |

### Dancing with the Devil
| Land/Region               | Auszeichnungen für Musikverkäufe (Land/Region, Auszeichnung, Verkäufe) | Verkäufe |
| ------------------------- | ---------------------------------------------------------------------- | -------- |
| Brasilien (PMB)           | Platin                                                                 | 40.000   |
| Vereinigte Staaten (RIAA) | Gold                                                                   | 500.000  |
| Insgesamt                 | 1× Gold · 1× Platin ·                                                  | 540.000  |

### Met Him Last Night
| Land/Region     | Auszeichnungen für Musikverkäufe (Land/Region, Auszeichnung, Verkäufe) | Verkäufe |
| --------------- | ---------------------------------------------------------------------- | -------- |
| Brasilien (PMB) | Platin                                                                 | 40.000   |
| Insgesamt       | 1× Platin ·                                                            | 40.000   |

### 29
| Land/Region     | Auszeichnungen für Musikverkäufe (Land/Region, Auszeichnung, Verkäufe) | Verkäufe |
| --------------- | ---------------------------------------------------------------------- | -------- |
| Brasilien (PMB) | Platin                                                                 | 40.000   |
| Insgesamt       | 1× Platin ·                                                            | 40.000   |

### Chula
| Land/Region               | Auszeichnungen für Musikverkäufe (Land/Region, Auszeichnung, Verkäufe) | Verkäufe |
| ------------------------- | ---------------------------------------------------------------------- | -------- |
| Vereinigte Staaten (RIAA) | Gold                                                                   | 30.000   |
| Insgesamt                 | 1× Gold ·                                                              | 30.000   |

## Auszeichnungen nach Liedern

### One and the Same
| Land/Region               | Auszeichnungen für Musikverkäufe (Land/Region, Auszeichnung, Verkäufe) | Verkäufe |
| ------------------------- | ---------------------------------------------------------------------- | -------- |
| Vereinigte Staaten (RIAA) | —                                                                      | 329.000  |
| Insgesamt                 | —                                                                      | 329.000  |

### Fix a Heart
| Land/Region               | Auszeichnungen für Musikverkäufe (Land/Region, Auszeichnung, Verkäufe) | Verkäufe |
| ------------------------- | ---------------------------------------------------------------------- | -------- |
| Vereinigte Staaten (RIAA) | Gold                                                                   | 500.000  |
| Insgesamt                 | 1× Gold ·                                                              | 500.000  |

### Warrior
| Land/Region               | Auszeichnungen für Musikverkäufe (Land/Region, Auszeichnung, Verkäufe) | Verkäufe |
| ------------------------- | ---------------------------------------------------------------------- | -------- |
| Vereinigte Staaten (RIAA) | Gold                                                                   | 500.000  |
| Insgesamt                 | 1× Gold ·                                                              | 500.000  |

## Auszeichnungen nach Musikstreamings

### Let It Go
| Land/Region     | Auszeichnungen für Musikverkäufe (Land/Region, Auszeichnung, Verkäufe) | Verkäufe  |
| --------------- | ---------------------------------------------------------------------- | --------- |
| Dänemark (IFPI) | Gold                                                                   | 1.300.000 |
| Insgesamt       | 1× Gold ·                                                              | 1.300.000 |

### Heart Attack
| Land/Region     | Auszeichnungen für Musikverkäufe (Land/Region, Auszeichnung, Verkäufe) | Verkäufe  |
| --------------- | ---------------------------------------------------------------------- | --------- |
| Dänemark (IFPI) | Platin                                                                 | 1.800.000 |
| Insgesamt       | 1× Platin ·                                                            | 1.800.000 |

## Auszeichnungen nach Videoalben

### Demi de Luxe
| Land/Region     | Auszeichnungen für Musikverkäufe (Land/Region, Auszeichnung, Verkäufe) | Verkäufe |
| --------------- | ---------------------------------------------------------------------- | -------- |
| Brasilien (PMB) | 2× Platin                                                              | 60.000   |
| Insgesamt       | 2× Platin ·                                                            | 60.000   |

## Statistik und Quellen
| Land/RegionAuszeichnungen für Musikverkäufe (Land/Region, Auszeichnungen, Verkäufe, Quellen) | Silber       | Gold         | Platin         | Diamant       | Verkäufe   | Quellen                           |
| -------------------------------------------------------------------------------------------- | ------------ | ------------ | -------------- | ------------- | ---------- | --------------------------------- |
| Australien (ARIA)                                                                            | —            | 5× Gold5     | 36× Platin36   | —             | 2.695.000  | aria.com.au                       |
| Belgien (BRMA)                                                                               | —            | Gold1        | 2× Platin2     | —             | 85.000     | ultratop.be                       |
| Brasilien (PMB)                                                                              | —            | 5× Gold5     | 33× Platin33   | 11× Diamant11 | 3.930.000  | pro-musicabr.org.br               |
| Dänemark (IFPI)                                                                              | —            | 13× Gold13   | 6× Platin6     | —             | 850.000    | ifpi.dk                           |
| Deutschland (BVMI)                                                                           | —            | 8× Gold8     | 2× Platin2     | —             | 2.300.000  | musikindustrie.de                 |
| Finnland (IFPI)                                                                              | —            | 2× Gold2     | Platin1        | —             | 40.000     | Einzelnachweise                   |
| Frankreich (SNEP)                                                                            | —            | 3× Gold3     | —              | 2× Diamant2   | 916.666    | infodisc.fr snepmusique.com FR3   |
| Golf-Kooperationsrat (IFPI)                                                                  | —            | Gold1        | —              | —             | 3.000      | ifpi.org                          |
| Irland (IRMA)                                                                                | —            | 2× Gold2     | —              | —             | 15.000     | irishcharts.ie                    |
| Italien (FIMI)                                                                               | —            | 5× Gold5     | 8× Platin8     | —             | 600.000    | fimi.it                           |
| Japan (RIAJ)                                                                                 | —            | Gold1        | —              | —             | 100.000    | riaj.or.jp                        |
| Kanada (MC)                                                                                  | —            | 6× Gold6     | 17× Platin17   | —             | 1.600.000  | musiccanada.com                   |
| Kolumbien (ASINCOL)                                                                          | —            | Gold1        | —              | —             | 5.000      | Einzelnachweise                   |
| Malaysia (RIM)                                                                               | —            | —            | Platin1        | —             | 10.000     | Einzelnachweise                   |
| Mexiko (AMPROFON)                                                                            | —            | 4× Gold4     | 2× Platin2     | Diamant1      | 560.000    | amprofon.com.mx                   |
| Neuseeland (RMNZ)                                                                            | —            | 7× Gold7     | 26× Platin26   | —             | 765.000    | aotearoamusiccharts.co.nz NZ2 NZ3 |
| Norwegen (IFPI)                                                                              | —            | 3× Gold3     | 15× Platin15   | —             | 870.000    | ifpi.no                           |
| Österreich (IFPI)                                                                            | —            | 2× Gold2     | 2× Platin2     | —             | 85.000     | ifpi.at                           |
| Philippinen (PARI)                                                                           | —            | Gold1        | —              | —             | 7.500      | Einzelnachweise                   |
| Polen (ZPAV)                                                                                 | —            | Gold1        | 4× Platin4     | 2× Diamant2   | 560.000    | olis.pl                           |
| Portugal (AFP)                                                                               | —            | 5× Gold5     | 7× Platin7     | —             | 110.000    | Einzelnachweise                   |
| Schweden (IFPI)                                                                              | —            | 5× Gold5     | 5× Platin5     | —             | 440.000    | sverigetopplistan.se              |
| Singapur (RIAS)                                                                              | —            | Gold1        | —              | —             | 5.000      | rias.org.sg                       |
| Spanien (Promusicae)                                                                         | —            | 6× Gold6     | 7× Platin7     | —             | 520.000    | elportaldemusica.es               |
| Vereinigte Staaten (RIAA)                                                                    | —            | 15× Gold15   | 52× Platin52   | —             | 57.144.000 | riaa.com                          |
| Vereinigtes Königreich (BPI)                                                                 | 12× Silber12 | 5× Gold5     | 12× Platin12   | —             | 10.644.000 | bpi.co.uk                         |
| Insgesamt                                                                                    | 12× Silber12 | 106× Gold106 | 238× Platin238 | 16× Diamant16 |            |                                   |